# Nicholas Santos
Nicholas Araújo Dias dos Santos (ur. 14 lutego 1980 w Ribeirão Preto) – brazylijski pływak, specjalizujący się w stylu motylkowym i dowolnym, trzykrotny wicemistrz świata na basenie 50-metrowym, czterokrotny mistrz globu i rekordzista świata na krótkim basenie.
Sześciokrotny medalista mistrzostw świata na krótkim basenie. Trzykrotny medalista igrzysk panamerykańskich. Czterokrotny medalista uniwersjady.
Uczestnik igrzysk olimpijskich w Pekinie (16. miejsce na 50 m stylem dowolnym) oraz w Londynie (9. miejsce w sztafecie 4 × 100 m stylem dowolnym).
6 października podczas Pucharu Świata w Budapeszcie ustanowił na krótkim basenie rekord świata na dystansie 50 m stylem motylkowym, uzyskawszy czas 21,75 s.

## Rekordy świata
| Konkurencja            | Basen      | Rezultat | Data                | Miejsce   | Status   |
| ---------------------- | ---------- | -------- | ------------------- | --------- | -------- |
| 50 m stylem motylkowym | 25-metrowy | 21,75    | 6 października 2018 | Budapeszt | aktualny |